# Elektrofór
Az elektrofór egy nyugvó (sztatikus) villamosságot előállító eszköz. Alessandro Volta itáliai tudós, fizikus találta fel 1775-ben. 

A töltések elhelyezkedése az elektrofór készüléken.

## Felépítése
Az elektrofór részei: egy fémkorongra öntött gyantalepény, mely szigetelt lábacskákon áll. Erre helyezhető kerek, szigetelő fogantyúval ellátott  fémfedő.

## Az elektrofór működése
Az asztalra tett gyantalepényt állati szőrrel megdörzsölik, amely ennek hatására negatív elektromos töltésűvé válik, s negatív elektromosságát sokáig meg is tartja. Ez az elektromosság megosztóan hat a fémlapra, és míg annak negatív elektromossága a földbe vezetődik, a pozitív pedig a lepény negatív töltését lekötve tartja. Ezután az elektrofórra teszik a fedőt. A rossz érintkezés miatt erre minimális negatív töltés áramlik át, ugyanakkor viszont a fedő is megosztó hatás alá kerül. Ha ezután ujjal megérintik a fedőt, a negatív töltés a földbe szökik, míg a pozitív megmarad. A fogantyú segítségével ekkor a fedő már leemelhető s a pozitív töltés pl. egy szigetelt talpon álló fémgömbre átvihető. Ha a fedőt visszateszik s ujjal megérintik, újabb pozitív töltést nyernek látszólag a semmiből, a valóságban: a fedő mozgatásakor végzett munka árán. Az elektrofór volt az első eszköz, amellyel nagyobb mennyiségű elektromosságot lehetett előállítani.